# Нечаев, Никита Александрович
Никита Александрович Нечаев (1907, с. Кочерёмово, Костромская губерния, Российская империя — апрель 1989, Москва, СССР) — советский государственный и партийный деятель. 1-й секретарь Южно-Казахстанского областного комитета Коммунистической Партии (большевиков) Казахстана (1938—1944), 1-й секретарь Северо-Казахстанского областного комитета КП(б)K (1944—1945).

## Биография
С 1927 — в ВКП(б).
В 1927—1928 гг. — председатель районного профсоюза в Костромской губернии, в 1928—1931 гг. — слушатель рабочего факультета в Костроме, в 1931—1933 учился в Московском государственном университете, в 1933—1935 гг. учился в Московском педагогическом институте им. Карла Либкнехта, в 1935—1937 гг. — научный сотрудник Института экономических исследований Государственной комиссии планирования при Совете Министров СССР.
С 1937 года — начальник сектора бюджетов рабочих Центрального совета учета хозяйственной деятельности Государственной комиссии планирования при Совете Министров СССР, затем заместитель начальника отдела учета работы этого совета, в 1938—1944 гг. — 1-й секретарь Южно-Казахстанского областного комитета КП(б)К.
1944-1945 гг. — первый секретарь Северо-Казахстанского обкома и Петропавловского горкома Компартии Казахстана.
В 1945—1946 гг. — слушатель Высшей школы партийных организаторов при ЦК ВКП(б). В 1947—1950 гг. — председатель Совета по делам колхозов при Совете Министров СССР по Ростовской области, в 1950 — председатель Совета по делам Колхозов при Совете Министров СССР по Краснодарскому краю, в 1950—1951 годах — инспектор этого Совета, а 1951—1953 гг. — его председатель по Московская области.
В 1953—1955 гг — заместитель начальника отдела партийных, профсоюзных и комсомольских органов Московского обкома КПСС, в 1955—1957 гг. — заместитель начальника отдела совхозов этого комитета, в 1957—1969 гг. — председатель Московского областного комитета профсоюза работников государственных учреждений, затем на пенсии.

## Награды
Награждён орденом Ленина (05.11.1940) и орденом Знак Почета.